# Chirixalus hansenae
Chirixalus hansenae és una espècie d'amfibi que viu a Tailàndia.
Està amenaçada d'extinció per la pèrdua del seu hàbitat natural.